# Mała Sowa
La Mała Sowa (allemand : Kleine Eule, littéralement « le Petit Hibou ») est un sommet du massif Góry Sowie s'élevant à 972 m d'altitude, qui fait partie des Sudètes centrales, dans le powiat de Wałbrzych, de la voïvodie de Basse-Silésie, dans le Sud-Ouest de la Pologne.
Il s'agit du deuxième plus haut sommet de ce massif juste après le sommet de Wielka Sowa (1 015 m).
Le sommet et ses pentes sont couverts d'une forêt d'épicéas. Au sommet de la Mała Sowa se trouve une route forestière nommée Route de César qui mène au sommet de Wielka Sowa.
Le massif se situe dans le parc paysager des monts des Hiboux (Park Krajobrazowy Gór Sowich).